# Навчальний центр морської охорони (Україна)
Навчальний центр морської охорони (в/ч 1499) — навчальна військова частина Морської охорони ДПСУ, державний професійно-технічний навчальний заклад третього атестаційного рівня.
Знаходиться в м. Ізмаїл, Одеська область.

## Історія
В березні 1995 року при розподілі Чорноморського флоту бригада річкових кораблів, яка залишалася від розформованої в 1959 році Дунайської флотилії була розформована і на її базі створена 3-тя бригада річкових кораблів ВМС України.
Наказом Голови Держкомкордону України в лютому 1996 року на базі бригади ВМС Збройних сил України була сформована Ізмаїльська окрема бригада прикордонних сторожових кораблів у складі чотирьох ПСКР проекту «21204», одного ПСКР проекту «Трофейний», дивізіону малих катерів та допоміжних суден у м. Кілія (26 одиниць).
6 липня 1996 року ПСКР „Лубни” першим з бригади прикордонних сторожових кораблів заступив на охорону Державного кордону України.
За підсумками службово-бойової діяльності за 1999 рік Ізмаїльська бригада була визнана кращою серед морських з'єднань Прикордонних військ України і нагороджена Перехідним прапором Одеської обласної адміністрації.
26 грудня 1996 року при аварії на прикордонному катері «Аіст» Кілійського дивізіону проявив мужність та героїзм матрос Кушнарьов М. А., який врятував інших матросів, однак, при цьому сам загинув. За цей подвиг він був нагороджений (посмертно) орденом «За мужність» ІІІ ступеня. Наказом Голови Держкомкордону матрос Кушнарьов М. А. був занесений до книги Пошани Прикордонних військ України та на його ім'я названий прикордонний катер. 24 березня 1999 року екіпаж ПСКР «Ізмаїл» вперше в історії прикордонних військ України взяв участь у знищені морських якірних мін часів німецько-радянської війни, проявив при цьому чіткі та умілі дії, а старший лейтенант Єршов І. С. нагороджений орденом «За мужність» ІІІ ступеня.
У червні 2000 року в бригаді відбулися організаційно-штатні зміни і до її складу увійшов навчальний центр, що залишився після ліквідації Морського навчального загону. У грудні 2000 року після проведення організаційних заходів Ізмаїльська БРСКР була розформована, її кораблі та катери увійшли до складу Одеського загону морської охорони. У червні 2002 року, враховуючи особливості та специфіку охорони південних рубежів України на річці Дунай, рішенням Голови Держкомкордону України було створено 18-й Ізмаїльський загін Морської охорони. До створеного загону ввійшла школа підготовки та перепідготовки спеціалістів морської охорони, яка у лютому 2008 була реформована у Навчально-тренувальний центр морської охорони.
У 2015 році загін морської охорони відвідували іноземні делегації з Берегової охорони Румунії, Турецької Республіки та Прикордонної варти Республіки Польща.
3 липня 2016 року, Ізмаїльський навчально-тренувальний загін відзначив День частини. Захід з цієї нагоди розпочався з самого ранку. На свято було запрошені керівництво Південного регіонального управління та органів охорони Державного кордону, ветерани моряки- прикордонники.
В 2018 році навчальний загін переформовано на Навчальний центр морської охорони.
23 серпня 2020 року, у День Державного Прапора України, Навчальному центру морської охорони Регіонального управління Морської охорони Держприкордонслужби було вручено Бойовий прапор.

## Структура
- управління
- група по роботі з персоналом
- навчально-методична група
- навчальний дивізіон
- група забезпечення

## Напрямки підготовки
1. Спеціальне озброєння (обладнання) кораблів морської охорони:
- артилерійське озброєння  КрМО (КаМО);
- радіотехнічні засоби  КрМО (КаМО);
- технічні засоби навігації та кораблеводіння;
- засоби зв'язку.

2. Технічне обладнання кораблів та катерів морської охорони:
- засоби  корабельної автоматики та електрообладнання;
- корабельні двигуни внутрішнього згорання.

3. Технічне обладнання та застосування малих катерів морської охорони.
Крім фахівців корабельно-катерного складу морської охорони у навчально-тренувальному загоні морської охорони здійснюється підготовка молодших фахівців для інших органів Державної прикордонної служби України:
- підвищення кваліфікації інспекторів-дозиметристів прикордонної служби;
- підвищення кваліфікації операторів постів технічного спостереження.

## Командири
- капітан 1-рангу Зап'янцев Володимир Олександрович (2002—2004 рр.)
- капітан 1-рангу Шевчук Сергій Володимирович (2005—2007 рр.)
- капітан 1-рангу Тарасенко Олександр Олександрович (2007 — 20?? рр.)
- капітан 1-рангу Куценко Ілля Володимирович